# Kaylynn

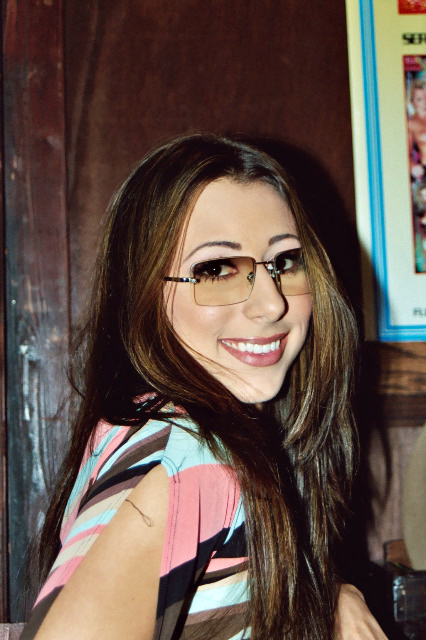
Kaylynn, 2003

Kaylynn (* 26. September 1977 in Birmingham, Alabama) ist eine ehemalige US-amerikanische Pornodarstellerin.

## Karriere
Kaylynn begann ihre Karriere im Jahr 1998 und war bis 2017 an 498 Produktionen beteiligt. Zuvor jobbte sie unter anderem als Stripperin, Wachmann und Kassiererin. 2018 beendete sie ihre aktive Karriere.
Laut IAFD können von ihren kategorisierten Szenen 50 % dem Genre Facial, 28 % dem Genre Anal und 27 % dem Genre Lesbisch zugezählt werden.
Sie war unter anderen Host von Playboy´s Totally Busted. Weitere Aliases von ihr sind Kaylynn Calloway, Kalynn, KayLynn, Kaylan, Kaylinn, Kaylin und Kay Lynn.
Kaylynn konnte 2001 und 2002 den XRCO Award in der Kategorie Orgasmic Oralist gewinnen.

## Filmografie (Auswahl)
- 1999: The 4 Finger Club 7
- 1999, 2000: No Man’s Land 28, 30
- 2002–2004: Flesh Hunter 2 & 7
- 2003: Ass Worship 5
- 2005: Fishnets 3
- 2005: Girlvana
- 2005: Suck It Dry 1
- 2007: Sweethearts
- 2010: Seasoned Players 13

## Auszeichnungen
- 2001: XRCO Award - Orgasmic Oralist[2]
- 2002: XRCO Award - Orgasmic Oralist